# Tutti i nostri ieri
Tutti i nostri ieri (dt.: All unsere Gestern) – Natalia Ginzburgs dritter Roman – wurde 1952 bei Einaudi veröffentlicht und 1953 mit dem Premio Veillon ausgezeichnet. Auf Deutsch erschien er erstmals 1969 bei Rütten & Loening; 1998 kam unter dem Titel Alle unsere Gestern eine von Maja Pflug durchgesehene Ausgabe bei Wagenbach heraus.
Der Titel des Romans ist William Shakespeares Macbeth entnommen: „All our yesterdays have lighted fools/ The way to dusty death.“

## Inhalt
Tutti i nostri ieri erzählt die Geschichte zweier bürgerlicher Familien in den 1930er-Jahren. Die dargestellte Zeitgeschichte reicht von der Zeit der italienischen Afrikafeldzüge, über die Blütezeit des Faschismus bis in die Nachkriegszeit hinein. Anna, die Protagonistin des Romans, lebt in Norditalien, in der Nähe von Turin. Sie wird vom Nachbarsjungen Giuma schwanger. Verschiedene Familienmitglieder (u. a. ihre Brüder) sind in verschiedenem Maße in den Widerstand gegen den Faschismus involviert. Als Beobachterin erlebt sie so wichtige Momente der italienischen Geschichte mit. Während ihrer ungewollten Schwangerschaft heiratet sie Cenzo Rena, einen Freund der Familie.
Im zweiten Teil des Romans weitet sich die Erzählperspektive aus: Neben der Familiengeschichte Annas in Borgo San Costanzo in Süditalien werden auch Cenzo Renas Engagement für bessere Lebensbedingungen im Dorf, der Holocaust sowie die deutsche Besatzung thematisiert.

## Stil
Tutti i nostri ieri ist eine Familienchronik, in der Ginzburg auch die Geschichte ihrer eigenen Familie einfließen lässt. Ihre Brüder und ihr Ehemann Leone Ginzburg waren im Widerstand aktiv. Erzählt wird aus der Perspektive Annas, eines unauffälligen Mädchens, das die Verwicklung ihrer Familie und Bekannten in den Widerstandskampf beschreibt.
Im Roman zeigt sich Ginzburgs typischer Stil: Die Figuren haben keine Nachnamen, alle biografischen und topografischen Angaben sind auf das Nötigste reduziert. Trotz der Kriegsthematik wird jede Stereotypisierung und jede Parteinahme vermieden. Auch ist der Roman durch die Abwesenheit jeglicher direkter Rede gekennzeichnet. Die Figurenrede wird konsequent in indirekter Rede vom heterodiegetischen Erzähler wiedergegeben.

## Kritik
Roland H. Wiegenstein schrieb für die Sendung „Lange Nacht“ des Deutschlandfunks vom 13. Oktober 2001 zu diesem Roman unter anderem:
Doch etwas mußte sie noch aufarbeiten: die Zeit der Verbannung, der Verfolgung durch die Deutschen und die Faschisten. Sie konnte erst darüber schreiben, nachdem sie 1950 den Anglistik-Professor Gabriele Baldini geheiratet hatte. Das Buch, das kurz nach Beginn ihrer zweiten Ehe entstand, ist ein Roman, in der die eigenen Erfahrungen fiktiven Personen übertragen werden.